# Landskrona BoIS
El Landskrona BoIS es un club de fútbol sueco de la ciudad de Landskrona. Fue fundado en 1915 y juega en la Superettan.

## Historia
El club fue fundado en 1915 tras la fusión del IFK Landskrona y Diana y fue cofundador de la Primera división en 1924, en la que jugaron un total de 34 temporadas. Las primeras temporadas el club terminó consistentemente en la zona media de la tabla, seguido del descenso en 1933. Después de una temporada, el club regresó y terminó sexto, quedando incluso segundos en 1938. BoIS también estuvo por debajo de los primeros puestos en las temporadas siguientes, pero en 1942 se produjo un descenso inesperado. El club regresó una vez para las temporadas 1944/45 y 1948/48, llegando este último año a la final de Copa.
Luego hubo que esperar hasta 1971 para volver a aparecer en la máxima categoría. Un año después, el club ganó la copa al IFK Norrköping. Hasta 1974, el club terminó en zona media y luego mejoró con dos cuartos puestos y una participación en la Copa de la UEFA. Luego todo volvió a ir cuesta abajo hasta que en 1980 se produjo el descenso.
Los blanquinegros no lograron un regreso rápido e incluso tuvieron que esperar hasta 1994 para tener una aparición única. En 1998 se ganó el subcampeonato de segunda división, pero el club no logró ascender en el play-off. Tres años más tarde consiguieron ascender a la Allsvenskan. Después de terminar tres años seguidos justo por encima de un puesto de descenso, en 2005 el club volvió a descender.
Desde entonces, Landskrona BoIS se mantiene alternativamente en Superettan y Ettan.

## Entrenadores
| - 1970-1971: Karl-Erik Hult - 1972-1976: Rolf Svensson - 1977-1978: Finn Willy Sørensen - 1979-1979: Ulf Schramm - 1979-1979: Lennart Olsson (interino) - 1979-1980: Keith Spurgeon - 1981-1982: Frank Marshall - 1983-1985: Claes Cronqvist - 1986-1986: Kurt Stendahl - 1987-1989: Rolf Svensson - 1989-1990: Tommy Gustavsson - 1990-1990: Sonny Johansson - 1991-1993: Conny Karlsson | - 1994-1995: Torben Storm - 1995-1996: Anders Ljungberg - 1997-1999: Sonny Johansson - 2000-2000: Reine Almqvist - 2001-2004: Jan Jönsson - 2004-2004: Roar Hansen (interino) - 2004-2005: Mats Jingblad - 2006-2007: Patrik Johansson - 2008-2009: Anders Linderoth - 2010-2012: Henrik Larsson - 2013-2014: Jörgen Pettersson - 2014-2014: Patrik Johansson (interino) - 2015–2015: Zvezdan Milošević - 2015-2015: Billy Magnusson (interino) - 2016–: Agim Sopi |

## Palmarés

### Torneos nacionales
- Copa de Suecia (1):1972

## Participación en competiciones europeas
| Temporada | Competición      | Ronda | Club            | Cómputo global | Ida     | Vuelta  |
| --------- | ---------------- | ----- | --------------- | -------------- | ------- | ------- |
| 1972/73   | Recopa de Europa | 1R    | Rapid Bucarest  | 1-3            | 0-3 (C) | 1-0 (F) |
| 1977/78   | UEFA Cup         | 1R    | Ipswich Town FC | 0-6            | 0-1 (C) | 0-5 (F) |